# Mónica Carazo
Mónica Carazo Gómez (Zamora, 14 de abril de 1984) es una política y arquitecta española del Partido Socialista Obrero Español (PSOE), diputada en la x legislatura de la Asamblea de Madrid, y primera teniente alcalde de Rivas-Vaciamadrid.

## Biografía
Nacida el 14 de abril de 1984 en Zamora, se licenció en Arquitectura por la Escuela Técnica Superior de Arquitectura de Madrid de la Universidad Politécnica de Madrid.
Concejala del Ayuntamiento de Rivas-Vaciamadrid, fue incluida como candidata en el número 24 de la lista del Partido Socialista Obrero Español (PSOE) de cara a las elecciones a la Asamblea de Madrid de mayo de 2015 encabezada por Ángel Gabilondo, y, electa diputada, entró a formar parte de la décima legislatura del parlamento regional.
En 2016, después de colgar un vídeo de 2009 relativo al caso Espías (de seguimientos ilegales entre miembros del PP regional), en el cual aparecía la entonces diputada regional Cristina Cifuentes infravalorando el caso en sede parlamentaria, Carazo afirmó haber recibido amenazas de muerte a través de la red Twitter.
En noviembre de 2017 resultó elegida como la nueva secretaria general de la agrupación local socialista en Rivas-Vaciamadrid.
Cabeza de lista de la candidatura del PSOE para las elecciones municipales de 2019 en Rivas-Vaciamadrid, la candidatura del PSOE pasó de ser la quinta a la segunda en número de votos, empatando en número de concejales (7) con la lista más votada, la candidatura de Izquierda Unida Rivas-Equo-Más Madrid encabezada por el alcalde Pedro del Cura.
En la actualidad es primera teniente de alcalde de Rivas-Vaciamadrid en el gobierno de coalición de Izquierda Unida Rivas-Equo-Más Madrid, PSOE y Podemos.
En las Elecciones municipales en Rivas-Vaciamadrid de 2023, encabezó la candidatura del PSOE, obteniendo 5 concejales (2 menos que en los anteriores comicios) y quedando relegada a la tercera fuerza en el consistorio ripense, por detrás del Partido Popular y la Coalición IU-MM-Equo.